# Elezioni parlamentari in Iran del 2008
Le elezioni parlamentari in Iran del 2008 si tennero il 14 marzo 2008 (primo turno) e 25 aprile 2008 (secondo turno) per il rinnovo dell'Assemblea consultiva islamica.

## Risultati
La distribuzione dei seggi varia a seconda della fonte presa in esame. In generale è possibile delineare una vittoria netta dell'area Conservatrice, con una sostanziale tenuta dei Riformisti. 

### Cainer
| Conservatore        | 198 |
| Riformista          | 47  |
| Indipendente        | 40  |
| Minoranze religiose | 5   |
| Totale              | 290 |
| Fonte: Oren Cainer  |     |

### Zimmt
| Conservatore     | >200 |
| Riformista       | >50  |
| Indipendente     | ≈40  |
| Totale           | 290  |
| Fonte: Raz Zimmt |      |